# Оксієнові
Оксієнові (Oxyaenidae) — родина вимерлих ссавців ряду Креодонти (Creodonta). Родина виникла у палеоцені у Північній Америці, і у еоцені поширилась у Європі та Азії. Оксієнові були схожі на сучасних котячих, мали короткий, широкий череп, міцні щелепи та зуби, що призначені для дроблення їжі. Вони були здатні лазити по деревах. Полювали на птахів, дрібних ссавців та комах.

## Класифікація
- Ряд Oxyaenodonta
  - Родина Oxyaenidae
    - Підродина Palaeonictinae
      - Рід Ambloctonus
      - Рід Dipsalodon
      - Рід Palaeonictis

    - Підродина Oxyaeninae
      - Рід Argillotherium
      - Рід Dipsalidictis
      - Рід Malfelis
      - Рід Oxyaena
      - Рід Patriofelis
      - Рід Protopsalis
      - Рід Sarkastodon

    - Підродина Tytthaeninae
      - Рід Tytthaena

    - ?Підродина Machaeroidinae
      - Рід Apataelurus
      - Рід Diegoaelurus
      - Рід Isphanatherium
      - Рід Machaeroides